# Fed Cup 1995
La Fed Cup 1995 corresponde a la 33ª edición del torneo de tenis femenino más importante por naciones. 8 equipos participaron en el Grupo Mundial.

## Grupo Mundial
| Equipos participantes | Equipos participantes | Equipos participantes | Equipos participantes |
| Austria               | Bulgaria              | Francia               | Alemania              |
| Japón                 | Sudáfrica             | España                | Estados Unidos        |
| --------------------- | --------------------- | --------------------- | --------------------- |

## Eliminatorias
|  | Cuartos de final | Cuartos de final |                |         | Semifinales | Semifinales |  |        | Final           | Final           |  |
|  | 21-23 abril      | 21-23 abril      |                |         | 22-23 julio | 22-23 julio |  |        | 25-26 noviembre | 25-26 noviembre |  |
|  |                  |                  |                |         |             |             |  |        |                 |                 |  |
|  |                  |                  |                |         |             |             |  |        |                 |                 |  |
|  | España           | 3                |                |         |             |             |  |        |                 |                 |  |
|  | España           | 3                |                |         |             |             |  |        |                 |                 |  |
|  | Bulgaria         | 2                |                |         |             |             |  |        |                 |                 |  |
|  | Bulgaria         | 2                |                | España  | 3           |             |  |        |                 |                 |  |
|  |                  |                  |                | España  | 3           |             |  |        |                 |                 |  |
|  |                  |                  | Alemania       | 2       |             |             |  |        |                 |                 |  |
|  | Japón            | 1                | Alemania       | 2       |             |             |  |        |                 |                 |  |
|  | Japón            | 1                |                |         |             |             |  |        |                 |                 |  |
|  | Alemania         | 4                |                |         |             |             |  |        |                 |                 |  |
|  | Alemania         | 4                |                |         |             |             |  | España | 3               |                 |  |
|  |                  |                  |                |         |             |             |  | España | 3               |                 |  |
|  |                  |                  | Estados Unidos | 2       |             |             |  |        |                 |                 |  |
|  | Francia          | 3                | Estados Unidos | 2       |             |             |  |        |                 |                 |  |
|  | Francia          | 3                |                |         |             |             |  |        |                 |                 |  |
|  | Sudáfrica        | 2                |                |         |             |             |  |        |                 |                 |  |
|  | Sudáfrica        | 2                |                | Francia | 2           |             |  |        |                 |                 |  |
|  |                  |                  |                | Francia | 2           |             |  |        |                 |                 |  |
|  |                  |                  | Estados Unidos | 3       |             |             |  |        |                 |                 |  |
|  | Austria          | 0                | Estados Unidos | 3       |             |             |  |        |                 |                 |  |
|  | Austria          | 0                |                |         |             |             |  |        |                 |                 |  |
|  | Estados Unidos   | 5                |                |         |             |             |  |        |                 |                 |  |
|  | Estados Unidos   | 5                |                |         |             |             |  |        |                 |                 |  |
|  |                  |                  |                |         |             |             |  |        |                 |                 |  |

### Final
| Valencia T.C, Valencia, España 25 al 26 de noviembre de 1995 |                           |                                              |   |    |   |  |  |  |  |
| \| 1 \| \| Conchita Martínez \| 7 \| 7 \| \| \| \| \| \| \| 1 \| \| Chanda Rubin \| 5 \| 64 \| \| \| \| \| \| \| 2 \| \| Arantxa Sánchez Vicario \| 6 \| 6 \| \| \| \| \| \| \| 2 \| \| Mary Joe Fernández \| 3 \| 2 \| \| \| \| \| \| \| 3 \| \| Conchita Martínez \| 6 \| 6 \| \| \| \| \| \| \| 3 \| \| Mary Joe Fernández \| 3 \| 4 \| \| \| \| \| \| \| 4 \| \| Arantxa Sánchez Vicario \| 6 \| 4 \| 4 \| \| \| \| \| \| 4 \| \| Chanda Rubin \| 1 \| 6 \| 6 \| \| \| \| \| \| 5 \| \| Virginia Ruano Pascual-María Sánchez Lorenzo \| 3 \| 64 \| \| \| \| \| \| \| 5 \| \| Lindsay Davenport-Gigi Fernández \| 6 \| 7 \| \| \| \| \| \| |                           |                                              |   |    |   |  |  |  |  |
| 1 | Bandera de España         | Conchita Martínez                            | 7 | 7  |   |  |  |  |  |
| 1 | Bandera de Estados Unidos | Chanda Rubin                                 | 5 | 64 |   |  |  |  |  |
| 2 | Bandera de España         | Arantxa Sánchez Vicario                      | 6 | 6  |   |  |  |  |  |
| 2 | Bandera de Estados Unidos | Mary Joe Fernández                           | 3 | 2  |   |  |  |  |  |
| 3 | Bandera de España         | Conchita Martínez                            | 6 | 6  |   |  |  |  |  |
| 3 | Bandera de Estados Unidos | Mary Joe Fernández                           | 3 | 4  |   |  |  |  |  |
| 4 | Bandera de España         | Arantxa Sánchez Vicario                      | 6 | 4  | 4 |  |  |  |  |
| 4 | Bandera de Estados Unidos | Chanda Rubin                                 | 1 | 6  | 6 |  |  |  |  |
| 5 | Bandera de España         | Virginia Ruano Pascual-María Sánchez Lorenzo | 3 | 64 |   |  |  |  |  |
| 5 | Bandera de Estados Unidos | Lindsay Davenport-Gigi Fernández             | 6 | 7  |   |  |  |  |  |

## Repesca Grupo Mundial de 1995
La Repesca Grupo Mundial 1995 de la Copa Fed se disputó los días 22 y 23 de julio de 1995, y los resultados de esta fase se detallan en el siguiente esquema:
| Sede de la confrontación | Superficie      | Ganador   | Marcador | Perdedor  |
| ------------------------ | --------------- | --------- | -------- | --------- |
| Gifu                     | Indoor moqueta  | Japón     | 5-0      | Canadá    |
| Noordwijk                | Outdoor moqueta | Austria   | 4–1      | Holanda   |
| San Miguel               | Arcilla         | Argentina | 5–0      | Australia |
| Bloemfontein             | Dura            | Sudáfrica | 5–0      | Bulgaria  |

## Grupo Mundial 2
El Grupo Mundial 2 de la Copa Fed se disputó los días 22 y 23 de abril de 1995, y los resultados de esta fase se detallan en el siguiente esquema:
| Sede de la confrontación | Superficie     | Ganador   | Marcador | Perdedor   |
| ------------------------ | -------------- | --------- | -------- | ---------- |
| Yakarta                  | Dura           | Argentina | 3–2      | Indonesia  |
| Perth                    | Hierba         | Australia | 3–2      | Eslovaquia |
| Ancona                   | Arcilla        | Canadá    | 3-2      | Italia     |
| Västerås                 | Indoor moqueta | Holanda   | 5–0      | Suecia     |

## Repesca Grupo Mundial 2 de 1995
La repesca del Grupo Mundial 2 de 1995 de Copa Fed se disputó los días 22 y 23 de julio de 1995, y los resultados de esta fase se detallan en el siguiente esquema:
| Sede de la confrontación | Superficie     | Ganador         | Marcador | Perdedor      |
| ------------------------ | -------------- | --------------- | -------- | ------------- |
| Praga                    | Indoor moqueta | República Checa | 4-1      | Suecia        |
| Ostend                   | Arcilla        | Bélgica         | 3–2      | Corea del Sur |
| Salerno                  | Arcilla        | Indonesia       | 3-2      | Italia        |
| Asunción                 | Arcilla        | Eslovaquia      | 5-0      | Paraguay      |

## Zona Americana

### Grupo 1
- Brasil
- Chile
- Colombia
- Cuba - relegado al Grupo 2 en 1996.
- México
- Paraguay — promocionado a la Repesca del Grupo Mundial 2.
- Perú - relegado al Grupo 2 en 1996.
- Venezuela

### Grupo 2
- Bahamas
- Barbados
- Bolivia
- Costa Rica
- República Dominicana
- Ecuador
- El Salvador
- Guatemala
- Jamaica
- Puerto Rico — promocionado al Grupo 1 en 1996
- Trinidad y Tobago
- Uruguay — promocionado al Grupo 1 en 1996

## Zona Asia/Oceanía

### Grupo 1
- China
- China Taipéi - relegado al Grupo 2 en 1996.
- Hong Kong
- Kazajistán
- Nueva Zelanda - relegado al Grupo 2 en 1996.
- Filipinas
- Corea del Sur — promocionado a la Repesca del Grupo Mundial 2.
- Tailandia

### Grupo 2
- India — promocionado al Grupo 1 en 1996
- Malasia — promocionado al Grupo 1 en 1996
- Oceanía Pacífico
- Singapur
- Sri Lanka
- Siria
- Uzbekistán

## Zona Europa/África

### Grupo 1
- Bielorrusia
- Bélgica — promocionado a la Repesca del Grupo Mundial 2.
- Croacia
- República Checa — promocionado a la Repesca del Grupo Mundial 2.
- Finlandia - relegado al Grupo 2 en 1996.
- Georgia
- Reino Unido
- Hungría
- Israel - relegado al Grupo 2 en 1996.
- Letonia
- Polonia - relegado al Grupo 2 en 1996.
- Rumania
- Rusia
- Eslovenia
- Suiza
- Ucrania - relegado al Grupo 2 en 1996.

### Grupo 2
- Botsuana
- Chipre
- Dinamarca
- Egipto
- Estonia
- Grecia — promocionado al Grupo 1 en 1996
- Irlanda
- Kenia
- Lituania
- Luxemburgo
- Macedonia del Norte
- Malta
- Marruecos
- Noruega — promocionado al Grupo 1 en 1996
- Portugal — promocionado al Grupo 1 en 1996
- Senegal
- Túnez
- Turquía
- Yugoslavia — promocionado al Grupo 1 en 1996
- Zimbabue